# Faxeholmen
Faxeholmen AB är ett allmännyttigt bostadsföretag i Söderhamns kommun.
Faxeholmen AB bildades 1995 genom sammanslagning av Stiftelsen Söderhamnsbostäder (grundad 1947 som Stiftelsen Söderhamns stads bostäder) och Stiftelsen Söderala bostäder (grundad 1956).  Faxeholmen, som är helägt av Söderhamns kommuns förvaltningsbolag Söderhamn Stadshus AB, äger och förvaltar omkring 3 500 lägenheter med total yta på 228 000 m² samt 301 lokaler med en yta på 34 000 m² och tre servicehus med 146 lägenheter. Bolaget har 36 anställda och en omsättning på 190 miljoner kronor (2012).
Faxeholmens ekonomi var till en början ytterst ansträngd, eftersom många lägenheter stod tomma till följd av den fortgående befolkningsminskningen i kommunen (befolkningen, som under några år under 1970-talet översteg 32 000, uppgår 2010 till 25 742 invånare). Man tvingades därför utarbeta ett rivningsprogram, genom vilket företagets lägenhetsbestånd kom att minska med 900 under 2000-talets första decennium.